# Стоичич, Радован
Радован «Баджа» Стоичич (серб. Радован "Баџа" Стојичић / Radovan "Badža" Stojičić; 1951 — 11 апреля 1997) — югославский военный и политический деятель, генерал МВД Югославии, начальник Службы общественной безопасности и заместитель МВД Югославии.

## Биография

### СФРЮ
Стоичич родился в 1951 году. Окончил среднюю школу милиции СФРЮ, где занимался профессионально дзюдо и борьбой, а также актёрским мастерством. Также окончил высшую тренерскую школу, защитив диплом на тему физической подготовки бойцов специальных подразделений. Преподавал физкультуру, работал начальником отделения милиции на Ташмайдане и дослужился до звания командира Специального подразделения МВД СФРЮ. Подавлял выступление албанских шахтёров в шахте Стари-Трг.

### Югославские войны и работа в МВД
Летом 1991 года Стоичич покинул службу и отправился в Восточную Славонию для координации сил Территориальной обороны этнического сербского населения в Восточной Славонии, Бараньи и Западном Среме. Тогда он познакомился с Желько «Арканом» Ражнатовичем, командиром Сербской добровольческой гвардии, и присоединился к его отряду. Хотя «Аркан» не доверял сотрудникам МВД, «Баджа» пользовался его расположением. Для «Баджи» боевой опыт помог ему в 1992 году стать начальником Службы общественной безопасности Союзной Республики Югославия.
После войны он служил в рядах «Красных беретов» и дослужился до звания генерала МВД. В 1996 году занял должность заместителя министра внутренних дел Югославии по указу Слободана Милошевича. Его рассматривали на должность потенциального министра внутренних дел страны, которую тогда занимал Зоран Соколович.

### Криминалитет
Критики обвиняли «Баджу» в мародёрстве во время войны в Хорватии: со слов его коллеги Драгана Младеновича, подчинённые ему люди якобы занимались мародёрством в Вуковаре и вскоре даже создали преступную группировку, которая занималась рэкетом, угоняла грузовики и продавала их в Австрии. Сам Стоичич отвергал подобные обвинения, хотя его статус приближенного к Слободану Милошевича человека был замаран этими обвинениями. «Баджа» также не пользовался популярностью у мафии, хотя его брат Синиша сколотил собственную криминальную группировку, которая занималась контрабандой сигарет с 1996 по 1998 годы через посредника «R 5 Company».

### Убийство
В ночь с 10 на 11 апреля 1997 года Радован Стоичич ужинал в малом зале белградского ресторана «Mamma mia» (улица генерала Жданова, дом 70) с Милошем Курдулией, своим коллегой, и сыном Воиславом. В ресторан вошёл неизвестный в маске и приказал всем лечь на пол, после чего расстрелял Стоичича на глазах у гостей, сделав семь выстрелов в жертву (шесть попаданий) и ещё трижды выстрелив в воздух, угрожая расправой любому, кто вызовет подмогу. Воислав и Милош вызвали скорую и полицию, город был оцеплен, однако убийца скрылся.
Дело до сих пор не раскрыто, хотя сотрудники МВД Югославии в интервью говорили о связи смерти Стоичича с его профессиональной деятельностью. Среди заказчиков убийства подозревают черногорскую мафию, которая мстила Стоичичу за конфискованные контрабандные сигареты и даже пыталась заминировать самолёт, в котором он летел; людей криминального авторитета Вои Раичевича («Воя Американец»), который был убит в 1996 году и сброшен в Дунай неизвестными, и адвоката Мане Мандича, который обвинил Управление уголовной полиции Белграда в убийстве «Вои Американца» и пообещал отомстить за это. Есть версия, что заказчиком убийства Стоичича были люди из оппозиции Слободану Милошевичу.